# Jimmy O. Yang
Jimmy O. Yang (en chino 歐陽萬成; 11 de junio de 1987) es un actor y comediante de stand up hong kong-estadounidense. Es conocido por interpretar a Jian-Yang en la serie Silicon Valley.

## Primeros años
Au-yeung Man-Sing nació en Hong Kong. Sus padres eran originarios de Shanghái y luego se mudaron a Hong Kong. En 2000, cuando Yang tenía trece años, su familia emigró a los Estados Unidos y se estableció en Los Ángeles, California. Su tía y abuela ya vivían en los Estados Unidos y sus padres se unieron a ellos principalmente para permitir que Yang y su hermano Roy tengan acceso a mejores escuelas y educación. Cuando llegó, se matriculó en la escuela secundaria John Burroughs para el octavo grado. Más tarde asistió a Beverly Hills High School.  
Yang se graduó de la Universidad de California en San Diego con un título en economía en 2009. El primer orador en su graduación universitaria fue su último showrunner de Silicon Valley y alumno de UCSD, Mike Judge.

## Carrera
Yang hizo su primer set de stand up a los 21 años como "Lowball Jim" en el Ha Ha Comedy Club en North Hollywood, Los Ángeles .
Después de graduarse, Yang realizó una pasantía en la firma de consultoría financiera Smith Barney en Beverly Hills, California . Pero lo encontró insatisfactorio y rechazó su oferta de devolución. En cambio, regresó a San Diego para terminar sus requisitos de graduación. Luego se quedó en la ciudad, donde vendía autos usados, era DJ en un club de striptease y sentaba a clientes en un club de comedia para mantenerse económicamente mientras hacía sets de stand-up en The Comedy Palace. Allí, conoció a su mentor, Sean Kelly, un comediante que dirigió el lugar y luego creó el reality show Storage Hunters. 
Cuando regresó a Los Ángeles, se inscribió en Central Casting, debido a su baja barrera de entrada, y a varios sitios web de casting. Fue estimulado a considerar actuar cuando un amigo le dijo que había dinero que ganar en cheques residuales de comerciales. Mientras tanto, hizo sets de stand-up en el sur de California y se inscribió en clases de actuación. Yang finalmente encontró representación en funciones a través de la Agencia de Talento Vesta.
Yang hizo su debut en televisión en la serie 2 Brooke Girls de la CBS en 2012 y su primera aparición de pie en la noche en The Arsenio Hall Show en 2014. En la temporada 9 de It's Always Sunny en Filadelfia, interpretó al personaje Tang-See. Yang también apareció en un episodio de Criminal Minds como Nathan Chow, un estudiante de secundaria que sufrió un ataque psicótico. Alguna vez fue escritor / consultor para los Harlem Globetrotters, y expresó papeles en el videojuego Infamous Second Son .  
Yang inicialmente comenzó como una estrella invitada en Silicon Valley pagandole $900 por episodio, haciendo escala. Apareció en tres episodios y gastó el dinero en un Prius para poder conducir a Uber para ganar dinero entre la primera y la segunda temporada del programa. Para la segunda temporada, fue ascendido a serie regular. Antes del anuncio, había conseguido un papel regular en la serie en Yahoo! Screen programa de televisión original Sin City Saints, pero rechazó la oportunidad porque habría ser necesario abandonar Silicon Valley. La serie se desarrolló entre 2014 y 2019. 
El primer papel dramático de Yang fue como Dun "Danny" Meng, un inmigrante chino que fue secuestrado por los hermanos Tsarnaev en el drama de acción Patriots Day de 2016.
En 2018, interpretó a Bernard Tai en la película de comedia romántica Crazy Rich Asians, dirigida por Jon M. Chu .
El 26 de septiembre de 2019, se anunció que Yang fue elegido como el Dr. Chan Kaifang en la próxima serie de comedia de Netflix Space Force.
En 2020, protagonizó junto a Ryan Hansen en dos películas, Like a Boss y Fantasy Island, lanzadas con un mes de diferencia. En la primera película, sus personajes eran socios comerciales, y en la segunda, eran hermanastros que se querían mucho el uno al otro. 
Su especial de comedia Good Deal fue lanzado en Amazon Prime Video el 8 de mayo de 2020.

### Cómo estadounidense
Yang también es autor de How to American: An Immigrant's Guide to Deappointing Your Parents, un libro en el que "comparte su historia de crecer como un inmigrante chino que siguió una carrera en Hollywood contra los deseos de sus padres". Mike Judge escribió el prólogo del libro.
Yang también continuó la comedia de stand-up, en 2018 realizando una gira titulada después del libro.

## Vida personal
Junto con el inglés, Yang habla shanghainés, cantonés y chino mandarín. Sus padres emigraron de Shanghai, China a Hong Kong.  
El padre de Yang más tarde firmó con la misma agencia de talentos y desde entonces ha aparecido en varias películas, incluida la interpretación del padre de su personaje en el Día de los Patriotas. 
Yang se convirtió en ciudadano estadounidense en 2015.

## Filmografía

### Televisión
| Año       | Título                                        | Papel                | Notas                                                            |
| --------- | --------------------------------------------- | -------------------- | ---------------------------------------------------------------- |
| 2012      | 2 Chicas Rotas                                | Persona en linea     | Episodio: "Y el ingrediente secreto"                             |
| 2013      | Agentes de S.H.I.E.L.D.                       | Adolescente Chino #1 | Episodio: "Chica en el vestido de flores                         |
| 2013      | Siempre esta soleado en Philadelphia          | Tang-See             | Episodio: "Flores para Charlie"                                  |
| 2014      | Cosas que no debes decir pasada la medianoche | Phil                 | Periódico                                                        |
| 2014      | Nueva Chica                                   | Steve                | Episodio:"Dice"                                                  |
| 2014      | Mentes Criminales                             | Nathan Crow          | Episodio: "Quemar"                                               |
| 2014–2019 | Silicon Valley                                | Jian-Yang            | Papel recurrente (temporada 1); papel principal (temporadas 2-6) |
| 2015      | Battle Creek                                  | Chang                | Episodio: "El niño de mamá"                                      |
| 2016      | Los que no pueden                             | James Chen           | Invitado, 3 episodios                                            |
| 2016      | Roto                                          | Donny                | Invitado, 3 episodios                                            |
| 2016      | Papá Americano!                               | Hisashi (voz)        | Episodio: "La iluminación de Ragi-Baba"                          |
| 2018      |                                               | Periodog Bunker      | Episodio: "Lucky Chang's"                                        |
| 2018      | Los Simpsons                                  | Sun Tzu (voz)        | Episodio: "Ninguna buena lectura queda impune"                   |
| 2018      | Historia Borracha                             | Genghis Khan         | 2 episodios                                                      |
| 2018      | Recién Llegado del Barco                      | Horace               | 3 episodios                                                      |
| 2020      | Fuerza Espacial                               | Doctor Chan Kaifang  | Papel recurrente                                                 |

### Películas
| Año  | Título                            | Papel                 | Notas         |
| ---- | --------------------------------- | --------------------- | ------------- |
| 2013 | The Internship                    | Wa Zao                | Sin acreditar |
| 2016 | Patriots Day                      | Dun Meng              |               |
| 2017 | El Camino Christmas               | Mike el camarógrafo   |               |
| 2018 | Juliet, Naked                     | Elliot                | Sin acreditar |
| 2018 | El alma de la fiesta              | Tyler                 |               |
| 2018 | Crazy Rich Asians                 | Bernard Tai           | [ 18 ]        |
| 2018 | The Happytime Murders             | Oficial Delancey      |               |
| 2019 | The Lego Movie 2: The Second Part | Zebe                  | Voz           |
| 2020 | Like a Boss                       | Ron                   |               |
| 2020 | Fantasy Island                    | Brax Weaver / Tatuaje |               |
| 2020 | Wish Dragon                       | Pequeño matón (voz)   |               |
| 2020 | El acto de apertura               | Will O'Brien          |               |
| 2021 | Love Hard                         | Josh Lin              |               |
| 2023 | 80 for Brady                      | Tony                  | [ 21 ]        |
| 2023 | El Rey Mono                       | Rey Mono              |               |

### Videojuegos
| Año  | Título               | Papel                | Notas |
| ---- | -------------------- | -------------------- | ----- |
| 2014 | Infamous: Second Son | Peatón Masculino # 5 | Voz   |